# Persone di nome Jack/Attori
| Questa pagina contiene informazioni ricavate automaticamente dalle voci biografiche con l'ausilio del template Bio e di un bot. L'aggiornamento è periodico e automatico e ricostruisce completamente la pagina. Se manca una persona in questa lista, sei pregato di non aggiungerla, ma accertati piuttosto che la sua voce biografica contenga il template Bio e che i dati anagrafici siano correttamente compilati. Se il template Bio manca, inseriscilo tu stesso o, in alternativa, metti l'avviso {{tmp\|Bio}} che ne segnala la mancanza. Se i dati riportati sono sbagliati, correggi direttamente la voce biografica; le modifiche saranno visibili in questa lista entro pochi giorni. Per chiarimenti vedi il progetto antroponimi. La lista contiene solo le 95 persone che sono citate nell'enciclopedia e per le quali è stato implementato correttamente il template Bio. Pagina aggiornata al 16 ott 2024. |

Questa è una lista di persone presenti nell'enciclopedia che hanno il nome Jack e sono attori.

## A(2)
- Jack Albertson, attore, ballerino e cantante statunitense (Malden, n. 1907 - Los Angeles, † 1981)
- Jack Angel, attore, doppiatore e conduttore radiofonico statunitense (Modesto, n. 1930 - Malibù, † 2021)

## B(6)
- Jack Bannon, attore televisivo britannico (Norwich, n. 1991)
- Jack Barty, attore britannico (Wandsworth, n. 1888 - Streatham, † 1942)
- Jack Benny, attore, comico e showman statunitense (Chicago, n. 1894 - Beverly Hills, † 1974)
- Jack Betts, attore statunitense (Miami, n. 1929)
- Jack Buchanan, attore, cantante e regista scozzese (Helensburgh, n. 1891 - Londra, † 1957)
- Steve Burton, attore e doppiatore statunitense (Indianapolis, n. 1970)

## C(9)
- Jack Carson, attore canadese (Carman, n. 1910 - Encino, † 1963)
- Jack Carter, attore e comico statunitense (New York, n. 1922 - Beverly Hills, † 2015)
- Jack Cassidy, attore statunitense (Richmond Hill, n. 1927 - West Hollywood, † 1976)
- Jack Champion, attore statunitense (Blacksburg, n. 2004)
- Jack Clark, attore e regista statunitense (Filadelfia, n. 1876 - Hollywood, † 1947)
- Jack Collins, attore statunitense (New York, n. 1918 - Los Angeles, † 2005)
- Jack Colvin, attore statunitense (Lyndon, n. 1934 - Los Angeles, † 2005)
- Jack Curtis, attore statunitense (San Francisco, n. 1880 - Hollywood, † 1956)
- Jack Cutmore-Scott, attore inglese (Londra, n. 1987)

## D(4)
- Jack Davenport, attore britannico (Suffolk, n. 1973)
- Jack Davis, attore statunitense (Los Angeles, n. 1914 - Santa Monica, † 1992)
- Jack DiFalco, attore statunitense (n. 1996)
- Jack Donnelly, attore britannico (Bournemouth, n. 1985)

## E(1)
- Jack Earle, attore statunitense (Denver, n. 1906 - El Paso, † 1952)

## F(3)
- Jack Falahee, attore e musicista statunitense (Ann Arbor, n. 1989)
- Jack Farthing, attore britannico (Londra, n. 1985)
- Jack Fox, attore britannico (Londra, n. 1985)

## G(7)
- Jack Gilford, attore e comico statunitense (New York, n. 1907 - New York, † 1990)
- Jack Gilpin, attore statunitense (Boyce, n. 1951)
- Jack Ging, attore statunitense (Alva, n. 1931 - Palm Springs, † 2022)
- Jack Gleeson, attore irlandese (Cork, n. 1992)
- Jack Dylan Grazer, attore statunitense (Los Angeles, n. 2003)
- Jack Griffo, attore statunitense (Orlando, n. 1996)
- Jack Gwillim, attore britannico (Canterbury, n. 1909 - Los Angeles, † 2001)

## H(11)
- Jack Haley, attore statunitense (Boston, n. 1898 - Los Angeles, † 1979)
- Jack Harvey, attore, regista e sceneggiatore statunitense (Cleveland, n. 1881 - Los Angeles, † 1954)
- Jack Hawkins, attore britannico (Lyndhurst Road, n. 1910 - Londra, † 1973)
- Jack Hedley, attore inglese (Londra, n. 1929 - Las Vegas, † 2021)
- Jack Hill, attore statunitense (Roanoke, n. 1887 - Los Angeles, † 1963)
- Jack Hogan, attore statunitense (Chapel Hill, n. 1929 - † 2023)
- Jack Hollington, attore britannico (n. 2001)
- Jack Holt, attore statunitense (New York, n. 1888 - Santa Barbara, † 1951)
- Jack Hopkins, attore statunitense (Buffalo, n. 1876)
- Jack Hulbert, attore e scrittore inglese (Ely, n. 1892 - Londra, † 1978)
- Jack Huston, attore britannico (Londra, n. 1982)

## J(1)
- Jack Johnson, attore statunitense (Los Angeles, n. 1987)

## K(6)
- Jack Kehler, attore statunitense (Filadelfia, n. 1946 - Los Angeles, † 2022)
- Jack Kehoe, attore statunitense (New York, n. 1934 - Los Angeles, † 2020)
- Jack Kenny, attore, scrittore e produttore televisivo statunitense (Chicago, n. 1958)
- Jack Kesy, attore statunitense (New York, n. 1986)
- Jack Kirk, attore statunitense (Missoula, n. 1895 - Ketchikan, † 1948)
- Jack Kruschen, attore canadese (Winnipeg, n. 1922 - Chandler, † 2002)

## L(7)
- Jack La Rue, attore statunitense (New York, n. 1902 - Santa Monica, † 1984)
- Jack Lambert, attore statunitense (Yonkers, n. 1920 - Carmel, † 2002)
- Jack Larson, attore e produttore cinematografico statunitense (Los Angeles, n. 1928 - Brentwood, † 2015)
- Jack Lemmon, attore statunitense (Newton, n. 1925 - Los Angeles, † 2001)
- Jack Lord, attore statunitense (New York, n. 1920 - Honolulu, † 1998)
- Jack Lowden, attore britannico (Chelmsford, n. 1990)
- Jack Loxton, attore britannico (Birmingham, n. 1992)

## M(6)
- Jack McBrayer, attore e comico statunitense (Macon, n. 1973)
- Jack McDonald, attore statunitense (San Francisco, n. 1880 - Sacramento, † 1941)
- Jack McGee, attore statunitense (New York, n. 1949)
- Jack Milroy, attore scozzese (Glasgow, n. 1915 - Glasgow, † 2001)
- Jack Mower, attore statunitense (Honolulu, n. 1890 - Hollywood, † 1965)
- Jack Mulhall, attore statunitense (Wappingers Falls, n. 1887 - Woodland Hills, † 1979)

## N(2)
- Jack Nance, attore statunitense (Boston, n. 1943 - South Pasadena, † 1996)
- Jack Nelson, attore, regista e sceneggiatore statunitense (Memphis, n. 1882 - North Bay, † 1948)

## O(2)
- Jack O'Connell, attore britannico (Derby, n. 1990)
- Jack O'Halloran, attore e ex pugile statunitense (Filadelfia, n. 1943)

## P(5)
- Jack Pickford, attore cinematografico e regista canadese (Toronto, n. 1896 - Parigi, † 1933)
- Jack Plotnick, attore, sceneggiatore e regista statunitense (Worthington, n. 1968)
- Jack Pratt, attore, regista e sceneggiatore canadese (Nuovo Brunswick, n. 1878 - Los Angeles, † 1938)
- Jack Prescott, attore e regista statunitense (n. 1880 - † 1959)
- Jack Purvis, attore britannico (Londra, n. 1937 - Bushey, † 1997)

## Q(1)
- Jack Quaid, attore statunitense (Los Angeles, n. 1992)

## R(6)
- Jack Randall, attore statunitense (Oxford, n. 1988)
- Jack Reynor, attore irlandese (Longmont, n. 1992)
- Jack Richardson, attore statunitense (New York, n. 1870 - Los Angeles, † 1960)
- Jack Roth, attore britannico (Lewisham, n. 1984)
- Jack Rovello, attore statunitense (New York, n. 1994)
- Jack Rowan, attore britannico (Londra, n. 1997)

## S(5)
- Jack Salvatore Jr., attore statunitense (Los Angeles, n. 1989)
- Jack Scalia, attore statunitense (New York, n. 1950)
- Jack Scanlon, attore britannico (Canterbury, n. 1998)
- Jack Shepherd, attore, drammaturgo e regista teatrale inglese (Leeds, n. 1940)
- Jack Standing, attore britannico (Londra, n. 1886 - Los Angeles, † 1917)

## T(2)
- Jack Thibeau, attore statunitense (n. 1946)
- Jack Thompson, attore australiano (Sydney, n. 1940)

## W(9)
- Jack Warden, attore statunitense (Newark, n. 1920 - New York, † 2006)
- Jack Watson, attore britannico (Thorney, n. 1915 - Bath, † 1999)
- Jack Webb, attore, regista e sceneggiatore statunitense (Santa Monica, n. 1920 - West Hollywood, † 1982)
- Jack Weston, attore statunitense (Cleveland, n. 1924 - New York, † 1996)
- Jack Wetherall, attore canadese (Sault Sainte Marie, n. 1950)
- Jack Whitehall, attore, comico e conduttore televisivo britannico (Londra, n. 1988)
- Jack Wild, attore britannico (Royton, n. 1952 - Tebworth, † 2006)
- Jack Eric Williams, attore, compositore e paroliere statunitense (Odessa, n. 1944 - New York, † 1994)
- Jack Wolfe, attore britannico (Dewsbury, n. 1995)